# Calochortus superbus
Calochortus superbus är en liljeväxtart som beskrevs av Carlton Elmer Purdy och Howell. Calochortus superbus ingår i släktet Calochortus och familjen liljeväxter.
Artens utbredningsområde är Kalifornien. Inga underarter finns listade.

## Bildgalleri

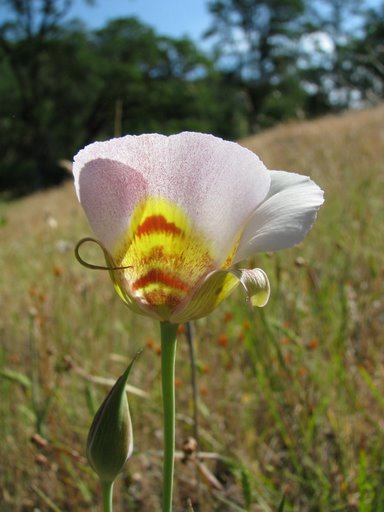
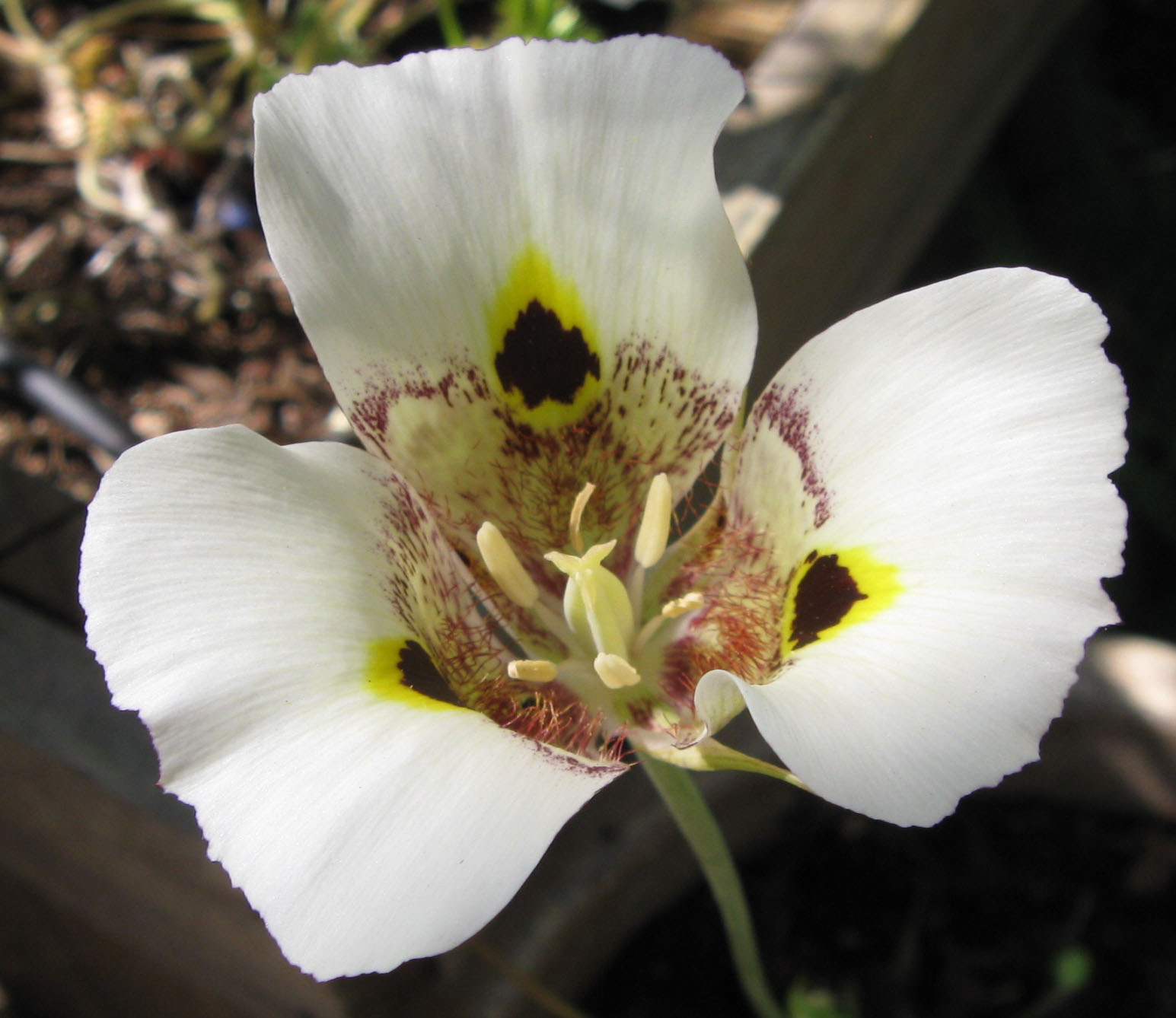